# C 언어의 문법
C 프로그램 언어의 문법은 소프트웨어 측면에서 다양하게 사용된다. C언어가 유닉스를 만들 때부터 사용하여 발전해 왔다. 그 동안 많은 발전을 거쳐 다양한 분야에서 사용한다.
전자공학에서 전자장치는 기본적으로 마이크로프로세서를 사용하는데, 거의 모든 소프트웨어는 C 언어를 사용한다. 기계어를 일부 사용하지만 아주 일부분만을 코딩하여 C언어와 결합 한다. 임베디드 분야에서 역시 중요하다. 리눅스 커널이 C언어로 작성되어 있으므로 이것의 포팅에서 필수 요소이다.

#### 전처리기 매크로
#include
다른 프로그램 코드 파일을 선언 위치에 붙여 연결한다.
#define
특정 코드 영역을 재 정의 한다. 상수, 함수, 프로그램 블 등 다양한 정의를 할 수 있으나 주로 상수를 많이 사용한다.
#undef
정의 된 코드 영역을 해제 한다. 주로 정의된 상수를 많이 사용한다.
#if, #elseif, #else, #endif
특정 코드 영역을 컴파일에 포함시킬 것인가를 조건 조사해서 결정한다.
#pragma
컴파일러에게 다양한 옵션을 지정하거나 설정 한다.

#### 자료형관련
C/C++에서 취급하는 자료의 종류는 크게 정수형, 실수형으로 나누어 생각할 수 있다.
- 정수형: 정수(char,int), 논리형 (bool), 문자형(char, wchar_t)

논리형은 bool이 추가 되었지만 C/C++에서 참과 거짓의 기준은 해당 연산결과가 0이냐 0이 아니냐로 구별 해 왔다. 그러나 프로그램에서 확실히 눈에 보이는 형태를 지원하기 bool이 추가 되었고, 상태는 true와 false 키워드가 추가 되었다. 문자 취급을 위해서는 기존의 아스키 코드 만으로 충분했으므로 char만으로 충분 했지만 국제화 되면서 16비트를 많이 사용하므로 wchar_t가 추가 되었다.
- 실수형: 부동소수점 처리 방식으로 실수를 다룬다. float(32비트), double(64비트), long double(128비트)등이 있다.

실제로 CPU와 시스템에 따라 부동소수점을 지원하기 위한 하드웨어 연산 모듈이 없는 경우가 있다. 이렇게 되면 실수계산을 위한 함수를 사용하는 경우가 많다. 따라서 CPU와 컴파일러를 확인하고 경우에 따라 설정 해야 한다. 예를 들어 개인용 컴퓨터는 x86계열을 사용하기 때문에 FPU을 사용하면 된다. 그러나 ARM 등의 경우 FPU가 없는 것이 많다.
char, int
정수형 변수를 선언 한다.
short, long
정수형 변수의 데이터 저장 길이를 조절 한다.
unsigned, signed
정수형 부호를 결정 한다.
float · double · long double
실수형 변수를 선언 한다.
auto
변수의 초기값등을 고려하여 자료형을 자동 선언 한다.
struct · union · default
구조체 변수를 선언 한다.
bool
논리형 변수를 선언 한다. C99에서 추가 되었다.
wchar t
유니코드 등의 변수를 선언 한다.

#### 함수 관련
inline코딩은 함수처럼 표현하지만 호출 부분에 코드가 추가된다. 일종의 블록 선언이다. 함수가 코드가 한번 존재하지만 이것은 호출 한 부분에 기계어 코드가 계속 복사된다.
return함수를 빠져 나온다.
stdcall, cdecl함수의 호출 방식을 지정 한다. 표준함수는 아니고 마이크로소프트에서 지원한다.

#### 제어 분기 관련
if, else조건에 따라 정해진 영역의 프로그램을 실행한다.
goto, label특정 프로그램 코드 위치로 무조건 점프 한다.
switch, case특정 값에 따라 브랜치 점프 실행한다.

#### 반복문관련
for특정 조건이 완료될 때까지 특정 영역을 반복 실행한다.
while특정 조건이 만족할 동안 특정 영역을 반복 실행한다.
do~while먼저 특정 영역을 실행하고 조건이 맞으면 이를 반복 한다.
break현재 실행하고 있는 블록을 종료하기 위해 블록을 빠져 나온다.
continue반복 실행문에서 현재부터 다음 블록을 실행하지 않고 블록의 초기로 이동 한다.

### 연산자

#### 종류와 기능

##### 산술 연산자
-     빼기
+     더하기
*     곱하기
/     나누기
%     나머지
--    1 감소
++    1 증가
-=x  x만큼 감소.
+=x  x만큼 증가.
*=x  x만큼 곱해짐.
/=x  x만큼 나뉨.
&=x  x와 비트곱.
^=x  x와 Exclusive OR 연산.
++와 -- 연산자를 사용할 때, 언제 연산이 되는지 혼돈이 일어날 수 있다.
```
   
char
 
num
;

   
char
 
rnum
;

   
num
 
=
 
3
;

   
rnum
 
=
 
num
++
 
+
 
num
 
+
 
5
;

   
printf
(
"num=%d, rnum=%d
\n
"
,
 
num
,
 
rnum
);

   
rnum
 
=
 
num
 
+
 
5
 
+
 
--
num
;

   
printf
(
"num=%d, rnum=%d
\n
"
,
 
num
,
 
rnum
);

   
if
 
(
num
++
)

      
rnum
 
=
 
num
 
+
 
5
;

   
printf
(
"num=%d, rnum=%d
\n
"
,
 
num
,
 
rnum
);

```

실행결과:
```
num=4, rnum=11: 3+3+5=11   이후 num++=> 4
num=3, rnum=11: --num => 3 이후  3+5+2=10
num=4, rnum=9 : if 조건 처리후, num++=>4 이후  4+5=9
```

##### 관계 연산자
>   보다 큼
>= 보다 크거나 같음
<  보다 작음
<= 보다 작거나 같음
!= 다름
== 같음

#### 우선순위
| 순위 | 연산자                      |
| ---- | --------------------------- |
| 1    | ( ) [ ] −> .                |
| 2    | ! ~ ++ –– (type) * & sizeof |
| 3    | * / %                       |
| 4    | + −                         |
| 5    | << >>                       |
| 6    | < <= > >=                   |
| 7    | == !=                       |
| 8    | &                           |
| 9    | ^                           |
| 10   | \|                          |
| 11   | &&                          |
| 12   | \|\|                        |
| 13   | ?:                          |
| 14   | = += −=*= /=                |
| 15   | ,                           |

우선 순위는 이미 위와 같이 C99 국제표준으로 정해져 있다. 그러나 개발자가 암기하는 것은 불편하다. 너무 복잡하기 때문이다. 이를 해결하는 방법은 우선 순위가 높은 (,), [, ]을 이용하여 지정하는 것이다.
```
   
char
 
chr
;

   
char
 
idx
 
=
 
0x5A
;

   
chr
 
=
 
0x55
;

   
chr
 
&=
 
idx
 
|
 
char
 
&
 
0xF1
 
|
 
0x33
;

```

이렇게 코딩을 하면 &와 | 가 혼재되어 의도한 데로 실행되지 않는 논리적 오류를 범할 수 있다.
```
   
char
 
chr
;

   
char
 
idx
 
=
 
0x5A
;

   
chr
 
=
 
0x55
;

   
chr
 
&=
 
[
idx
 
|
 
(
char
 
&
 
0xF1
)]
 
|
 
0x33
;

```

우선 순위를 지정하면 개발자가 비교적 정확하게 표현할 수 있다.

### 전처리기 매크로
매크로는 컴퍼일러에게 코드의 특성을 알려주는 키워드이다. 따라서 기계어로 컴파일 과정에서 필요한 요소이고, 매크로 자체가 기계어 코드로 생성 되지는 않지만 특정 코드를 제어하는데 사용한다.

## 자료형 (변수형)

### 실수형
실수를 처리하기 위해 float와 double을 사용한다. 실수를 2진수를 표현할 때는 부동소수점(Float-Point) 방식을 사용한다. 이것은 국제표준 IEEE 754 규격에 따른다.

### const
```
#define I_PI 3

#define DPI 3.14159265

const
 
int
 
iPI
 
=
 
3
;

const
 
double
 
dPI
 
=
 
3.14159265
;

const
 
int
 
num
;
 
// error C2734: 'num': const 개체는 extern이 아닌 경우 초기화될 수 있습니다.

const
 
int
 
count
 
=
 
100
;

int
 
const
 
sz
 
=
 
10
;

int
 
main
(
int
 
argc
,
 
char
 
**
argv
)

{

   
while
 
(
sz
)

      
sz
--
;
      
// error C2105: '--'에 l-value가 필요합니다. - const 변수는 변경이 불가능

   
while
 
(
count
)

      
count
--
;
   
// error C2105: '--'에 l-value가 필요합니다. - const 변수는 변경이 불가능

   
return
 
0
;

}

```

## enum과 #define
```
#define ST_NULL 0

#define ST_IN 1

#define ST_OUT 2

#define ERR_NULL ST_NULL

#define ERR_READ -1

#define ERR_WRITE -2

```

특정 의미가 있는 숫자나 문자를 개발자가 이해가 쉬운 형태로 바꾸는 것이 define이다. 그러나 개발 단계에서 디버깅(debug) 과정에서 위의 정의 된 문자는 디버깅 테이블에서 제거되어 디버깅 단계에서 값이 어떤 값인지 알수가 없다. 정의 된 내용이 코드에 나오면, 바로 앞의 내용을 뒤에 정의 된 내용으로 바꾸어 치기 때문이다. 결국 컴파일 과정에서 기계어 코드에 이진수값을 넣는 방법으로 단순 대체 하는 것이다.
```
enum
 
{

   
ST_NULL
 
=
 
0
,

   
ST_IN
,

   
ST_OUT
,

   
ERR_NULL
 
=
 
ST_NULL
,

   
ERR_READ
 
=
 
-1
,

   
ERR_WRITE
 
=
 
-2

};

```

enum은 define과 기능적으로 비슷 하지만 디버깅 단계에서 값을 확인 할 수 있다. 예를 들어 ERR_READ가 어떤 숫자 인지를 알 수 있다. 이것을 개발툴이 지원하려면 각 코드의 내용 중, 디버깅에 필요한 테이블에 등록하여 값 들을 저장하고 표시하는 것이다.

## 포인터
선언문에서 가리키고자 하는 변수의 자료형을 맞추어 변수명 앞이나 자료형 뒤나 그 중간에 *(별표)를 붙이면(char* a; == int * pa; == double *exm;)  포인터 변수가 된다.
이렇게 선언된 포인터 변수가 실행문에서는, 일반 자료형 변수를 선언문에서 int a;라고 선언하여 변수 a가 정수형이라고 선언하고, 실행문에서는 int를 안 쓰고 변수명 a만으로 사용하듯이, *을 빼고 변수명만 사용하여 처음 접하는 초보자들이 *이 없어 혼동할 수 있으니 선언문에서와 실행문에서의 사용을 구분해야 한다.
중요한 조건은 자료형을 동일형으로 유지해야 한다. 포인터의 사용목적은 어느 변수를 그 변수명으로 가르키지 않고 그 주소값으로 가르켜서 그 변수의 값(자료값)을 간접참조(역참조)하는 것이므로 정수형 4 바이트 변수를 가르켰는데 같은 변수명이라도 문자형이나 실수형 변수에 연결되어 간접참조하여 값을 읽어오면 기억공간(memory)의 크기가 다르므로 문자형의 1 바이트 이후의 3 바이트를 더 읽거나, 실수형 8 바이트 내의 4 바이트만을 읽어오므로 크기(바이트 수)가 다를 뿐만 아니라 기록되어 있는 내용(값)이 다르므로 자료형이 가리켜지는 변수와 포인터 변수가 같아야 한다.

일반 변수의 주소(주소값)을 알아보려면 변수명에 &를 붙이면 된다(&a). 이것은 포인터가 가진(가르킨, 포인터의 자료값인) 주소이므로 int a;로 정수형 변수를 선언했으면 같은 자료형 정수형으로 int *pa;로 a를 가리키는 포인터 pa를 선언하면 실행문에서는 pa == &a이다.
실행문에서 *은 일반 연산자로는 곱셈을 하고, 참조 연산자로는 해당 주소의 값(자료값)을 간접참조(역참조)하므로 *&a == *pa이다. 결국 a == *&a == *pa이다. (값이 같다는 의미로 == 를 사용)
교체(swap)함수에서 대표적으로 간접참조(call by reference)하는 경우처럼 *pa = xx로 포인터에 참조 연산자를 붙여 값을 참조한다는 표시를 하고 일반 변수의 값을 할당할 때와 같이 대입 연산자 =를 이용하여 간접참조로 가르킨 변수의 값을 xx로 변경한다.

위의 설명을 간략히 하면 아래와 같다.
포인터 - 주소값(간접참조하기 위한 변수의 주소)을 저장하는 변수
포인터 선언 - 선언문에서 주소를 저장하는 변수와 같은 자료형 명시하고 별을 변수명 앞에 붙여 표시
포인터 사용 - 실행문 내에서는 별표 없이 변수명 만 사용(일반 변수들을 선언문에서 자료형 지정하고 실행문에서 변수명 만 사용과 동일)
주소 - 공간의 첫주소(첫주소값)를 말하며 문자형 자료는 1 바잍이니 그 자체, 정수형 자료를 갖는 변수의 주소는 4 바잍의 첫주소가 전체 4 바잍의 공간을 의미, 이중 실수형 자료를 갖는 변수의 주소는 8 바잍의 첫주소가 전체 8 바잍의 공간을 의미, 표시
직접참조: 변수에 접근하여 자료값을 읽거나(복사하거나) 변경
간접참조: 변수의 주소를 통해 자료값을 복사하거나 변경
int exp_a;
int * exp_a_p; (int* exp_a_p;, int *exp_a_p;)
exp_a = 12;
exp_a_p == &exp_a;
*exp_a_p == *&exp_a == exp_a == 12;
변수 주소 - 주소 연산한(주소 연산자&를 붙인) 변수명, &exp_a
1. 자료값(내용물) - 변수에 대입된 자료
2. 연산 결과 - (자료가 담긴) 해당 변수의 (기억공간의) 주소
3. 연산 목적 - 주소를 통해 해당 자료형의 공간 표시
포인터 exp_a_p - 간접참조하기 위한 변수의 주소를 저장한 변수
1. 자료값(내용물) - 가리키는(지시, 지적하는, pointing) 해당 자료형 자료의 시작 주소, 첫주소
2. 목적 - 가리킨(지시한, 지적한, pointing) 주소를 통해 기억공간(대상, 목적물)을 간접참조하여 자료를 복사하거나 변경
3. 조건 - 간접참조가 목적이므로 지적한 변수와 자료형이 일치 필요
가르킴, 지시, 지적, pointing = 주소, 주소값 저장(보유)
가르키는 것, 지적 대상은 목적에 따라 자료, 자료값이기도 하고 공간이기도 함
1. 지적된 해당 자료형의 변수에 저장된 자료값을 참조(복사)하려면 실행문 우변에 위치(r value)하여 참조 연산자 별을 붙여 지적하는 주소에(를 통해) 접근하여 자료값을 간접참조(복사)
2. 지적된 해당 자료형의 변수의 공간에 접근하여 자료를 참조(변경, 재할당?)하려면 실행문 좌변에 위치(l value)하여 참조 연산자 별을 붙여 지적하는 주소인(주소를 통해) 공간에 접근하여 자료값을 간접참조(변경)
대상에 접근하여 참조(사용)하기 위해 참조 연산자 별 표시
역할 구분
int * pa = &a; 선언시 선언문에 변수 a의 주소를 포인터 변수 pa에 저장
포인터 변수 pa가 a의 주소 &a를 저장하고 있으므로 pa == &a
*pa는 a의 주소 &a를 통해 간접참조한 a의 자료값이므로 *pa == *&a == a
&pa는 포인터 변수 pa 자체의 주소, 다중 포인터에서 사용
scanf에서 입력받아 변수 a에 직접 저장할 수 없어 그 주소 &a를 통해 넣음
scanf에서 입력받아 변수 a에 직접 저장할 수 없어 그 주소 &a를 통해 넣음
배열명 - 배열의 첫주소인 상수(첫주소값이므로 포인터 변수, 주의: 배열이 아니라 배열명)

## 조건 판단
프로그램에서 조건은 여러 가지 곳에서 사용한다. 조건문, 루프 등에서 조건을 판단한다. 조건은 최종적으로 참(true)과 거짓(false)로 결정한다.
조건의 사용 예 :
```
  
int
 
val
;

  
//...

  
if
 
(
val
)

    
// ...

  
if
 
(
val
 
&&
 
val
 
>=
 
100
)

    
// ...

  
while
 
(
val
)

    
// ...

```

그런데 조건은 참과 거짓 등으로 하나의 비트만 있으면 구별해서 표현할 수 있다. 그러나 C언어는 정수형에서 여러비트의 숫자가 존재하고 이것의 조건 판단도 가능하다.
조건 판단 기준 :
- 참: 조건 값이 0이 아닐 때
- 거짓: 조건이 0일 때

로 정의 한다.
```
  
int
 
val
 
=
 
10
;

  
if
 
(
val
)
  
// val가 10 이므로 참

     
val
++
;

  
if
 
(
val
 
&&
 
val
 
>=
 
100
)
 
// val값이 11이므로 val는 참, 11 >= 100이므로 거짓. 참 && 거짓 하면 거짓

     
val
 
=
 
1
;

  
while
 
(
-1
)
   
// -1이 참이므로 무한 루프

  
{

     
if
 
(
val
 
<
 
0
)

        
break
;

     
// ...

  
}

```

## 블록
블록은 프로그램 코드 중, 특정 영역을 지정하는데 사용한다.
- 함수는 기본적으로 블록을 포함한다.
- 조건문에서 조건에 따라 코드가 여러 ';'가 존재할 때 만든다.
- 임의의 블록을 만든다.

### 함수에서 블록
함수는 블록에 의해 함수의 코드 시작과 끝이 결정 된다. 따라서 함수의 시작을 위한 블록 '{'으로 시작하면, '}'으로 닫아야 한다.
블록의 예 :
```
#include
 
<stdlib.h>

#include
 
<stdio.h>

int
 
gResNum
;

int
 
add
(
int
 
a
,
 
int
 
b
)

{

   
return
 
a
+
b
;

}

int
 
main
(
int
 
argc
,
 
char
 
*
argv
[],
 
char
**
env
)

{
 
// 함수의 코드를 시작 한다.

   
int
 
sum
;
 
// 이 지역 변수는 함수 블록이 끝나면 없어진다.

   
int
 
num
;

   
if
 
(
argc
 
<
 
2
)

   
{
 
// 조건문에서 다음 개의 함수를 실행한다. 2개의 함수 이므로 블록이 필요하다.

      
printf
(
"숫자 입력 : "
);
 
scanf
(
"%d"
,
 
&
num
);

   
}

   
else

      
num
 
=
 
atoi
(
argv
[
1
]);

   
{
   
// 임의로 블록을 만든다.

      
int
 
sum
 
=
 
0
;
  
// 블록 내에서 선언 된 변수는 지역변수(자동변수)로 이 블록이 끝나면 없어진다.

      
for
 
(
int
 
cnt
 
=
 
0
;
cnt
 
<
 
num
;
cnt
++
)

      
{

           
sum
 
+=
 
cnt
;

      
}

      
printf
(
"1 ~ %d 합 = %d
\n
"
,
 
num
,
 
sum
);

      
gResNum
 
=
 
sum
;

   
}
  
// 임의의 블록 끝.

   
sum
 
=
 
add
(
num
,
 
100
);

   
printf
(
"%d에 100을 더하면 %d.
\n
"
,
 
num
,
 
sum
);

   
return
 
0
;

}

```

## 흐름 제어
프로그램 코드의 실행은 나열된 순서로 진행한다. 조건에 따라 실행 위치를 결정하기 조건적 실행 코드를 만들 수 있다.

### 조건 실행: if ~ else
```
 
if
 
(
조건
)

   
// 조건이 참일 때 실행

 
else

    
// 조건이 거짓일 때 실행

```

### void 변수
void는 자료형이 존재하지 않음을 나타내는 형식 지정자이다. 계산이나 값 저장 목적으로는 쓰이지 않으며 사용도 불가능하다. 하지만 void 형 포인터는 그 어떤 자료형도 가리키지 않으므로 다목적 포인터 변수로 사용이 가능하다.

## 같이 보기
- 블록 (C 언어 확장)
- C (프로그래밍 언어)
- C 자료형
- C와 C++의 연산자
- C 표준 라이브러리